# Je suis un tueur
Pour plus de détails, voir Fiche technique et Distribution.
Je suis un tueur (Jestem mordercą) est un thriller polonais écrit et réalisé par Maciej Pieprzyca, sorti en 2016.

## Synopsis
Inspiré de fait réels. Le tueur en série Zdzisław Marchwicki (1927–1977), surnommé « le Vampire de Zagłębie », sévit en Pologne entre 1964 et 1970. Sa dernière victime s'avère être la nièce du premier secrétaire du parti communiste. Un jeune et ambitieux lieutenant, Janusz Jasinski, est chargé de cette affaire brûlante et il est prêt à tout pour l'arrêter. Pourtant, lorsqu'il réussit à capturer l'assassin présumé, il connaît un moment de gloire et obtient les bonnes grâces de ses supérieurs. Il fera tout pour ne pas les perdre même si cela veut dire garder en prison un homme innocent...

## Fiche technique
- Titre original : Jestem mordercą
- Titre français : Je suis un tueur
- Réalisation et scénario : Maciej Pieprzyca
- Direction artistique : Joanna Anastazja Wójcik
- Costume : Agata Culak
- Photographie : Paweł Dyllus
- Montage : Leszek Starzyński
- Musique  : Bartosz Chajdecki
- Sociétés de production : RE Studio, Telewizja Polska, Monternia, Agora SA et Silesia Film
- Société de distribution : Next Film
- Pays d'origine :  Pologne
- Langue : polonais
- Format : couleur
- Genre : thriller
- Durée : 117 minutes
- Dates de sortie : 
  -  Pologne : 4 novembre 2016
  -  France : 13 février 2018 (sur Canal + Cinéma)

## Distribution
- Arkadiusz Jakubik : Wiesław Kalicki
- Agata Kulesza : Lidia Kalicka, épouse de Wiesław
- Mirosław Haniszewski : Janusz Jasiński
- Magdalena Popławska : Teresa Jasiński, épouse de Janusz
- Karolina Staniec : la coiffeuse Anka, petite amie de Jasiński
- Piotr Adamczyk : Aleksander Stępski
- Tomasz Włosok : Roman Mazur
- Michał Żurawski
- Michał Anioł
- Tomasz Borkowski
- Konrad Bugaj
- Wojciech Brzeziński
- Wiesław Cichy
- Monika Chomnicka-Szymaniak
- Izabela Dąbrowska
- Joanna Fidler
- Cezary Kosiński
- Agnieszka Wagner
- Krzysztof Globisz

## Distinctions et récompenses
- Lions d'or au Festival du film polonais de Gdynia (2016)
- Golden Goblet du meilleur réalisateur au Festival international du film de Shanghai 2017